# Cyberattacke auf Estland 2007
Die Cyberattacke auf Estland begann am 26. April 2007 und hielt mehrere Wochen an. Sie richtete sich gegen staatliche Organe, darunter das estnische Parlament, den Staatspräsidenten sowie diverse Ministerien, Banken und Medien. Zur gleichen Zeit kam es seit dem Abend des 26. April 2007 zu teilweise gewalttätigen Demonstrationen von Angehörigen der russischsprachigen Minderheit wegen der Umsetzung des Bronzesoldaten von Tallinn. Deshalb wurde vermutet, dass Russland Auftraggeber der Angriffe war; diese Vorwürfe wurden jedoch später relativiert. Die Attacken waren vorwiegend Denial-of-Service-Angriffe unter Verwendung eines Botnetzes und sorgten für einen zeitweisen Ausfall vieler nationaler Internetdienste. Ziele waren Websites von Regierung und Parlament sowie die diverser Medien und Banken. Dadurch wurde teilweise auch der Geschäftsverkehr beeinträchtigt, insbesondere im Bereich Online-Banking.
Die gravierenden Folgen sind der weitgehenden Digitalisierung und dem technologisch modernen Verwaltungssystem geschuldet. Jeder Bürger besitzt eine ID-Nummer. Seit 2007 können Esten über das Internet an Wahlen teilnehmen, ihre Steuern abrechnen und Rezepte vom Arzt empfangen.
Im Jahr 2008 wurde ein russischstämmiger estnischer Staatsbürger angeklagt und verurteilt. Im März 2009 bekannte sich Konstantin Goloskokow, ein Funktionär der regierungsnahen russischen Jugendorganisation Naschi, als Drahtzieher zu den Angriffen. Die russische Regierung wies alle Vorwürfe zurück.
Wegen der Verwundbarkeit durch Cyber-Angriffe wurden Backupserver in Luxemburg eingerichtet. Sie enthalten die digitale Verwaltungssoftware Estlands und die Datensätze der Bürger. Die Internetangriffe waren Anlass zu diesen Maßnahmen sowie zur Einrichtung von Cyberkriegsforschungszentren in Estland, an denen auch die NATO beteiligt ist.